# Jacek Polak (muzyk)
Jacek Polak (ur. 23 marca 1967 w Mielcu, zm. 9 listopada 2020 tamże) – polski gitarzysta, współzałożyciel i członek rockowej grupy muzycznej Mr. Pollack.

## Życiorys
Jako siedmiolatek, wraz z bratem Grzegorzem, uczył się śpiewu w chórze prowadzonym przez Stanisława Steczkowskiego, a w 1989 bracia założyli zespół Mr. Pollack. W 1990 zespół wystąpił na Festiwalu w Jarocinie, gdzie został zauważony i w następnym roku wydał swój debiutancki album QŃ. Kolejne lata przyniosły grupie następne wydawnictwa fonograficzne, w tym ciepło przyjęty album Air on 6 strings z rockowymi interpretacjami utworów Ludwiga van Beethovena, Wolfganga Amadeusa Mozarta, Johanna Sebastiana Bacha i Nikołaja Rimskiego-Korsakowa. Jacek Polak koncertował z zespołem między innymi w Chinach, USA, Niemczech, Belgii, Kanadzie i w Zjednoczonych Emiratach Arabskich. Współpracował także z innymi artystami, w tym z Grzegorzem Skawińskim.
W 1997 został uznany „Nową nadzieję gitary” w plebiscycie magazynu „Gitara i bas”.
Zmarł 9 listopada 2020 w Mielcu, w wyniku COVID-19.